# Rosewood (Australia)
Rosewood – miasto w Australii, w stanie Queensland.